# Hydrophorus pacificus
Hydrophorus pacificus är en tvåvingeart som beskrevs av Van Duzee 1933. Hydrophorus pacificus ingår i släktet Hydrophorus och familjen styltflugor. Inga underarter finns listade i Catalogue of Life.